# Tsjechisch hoen

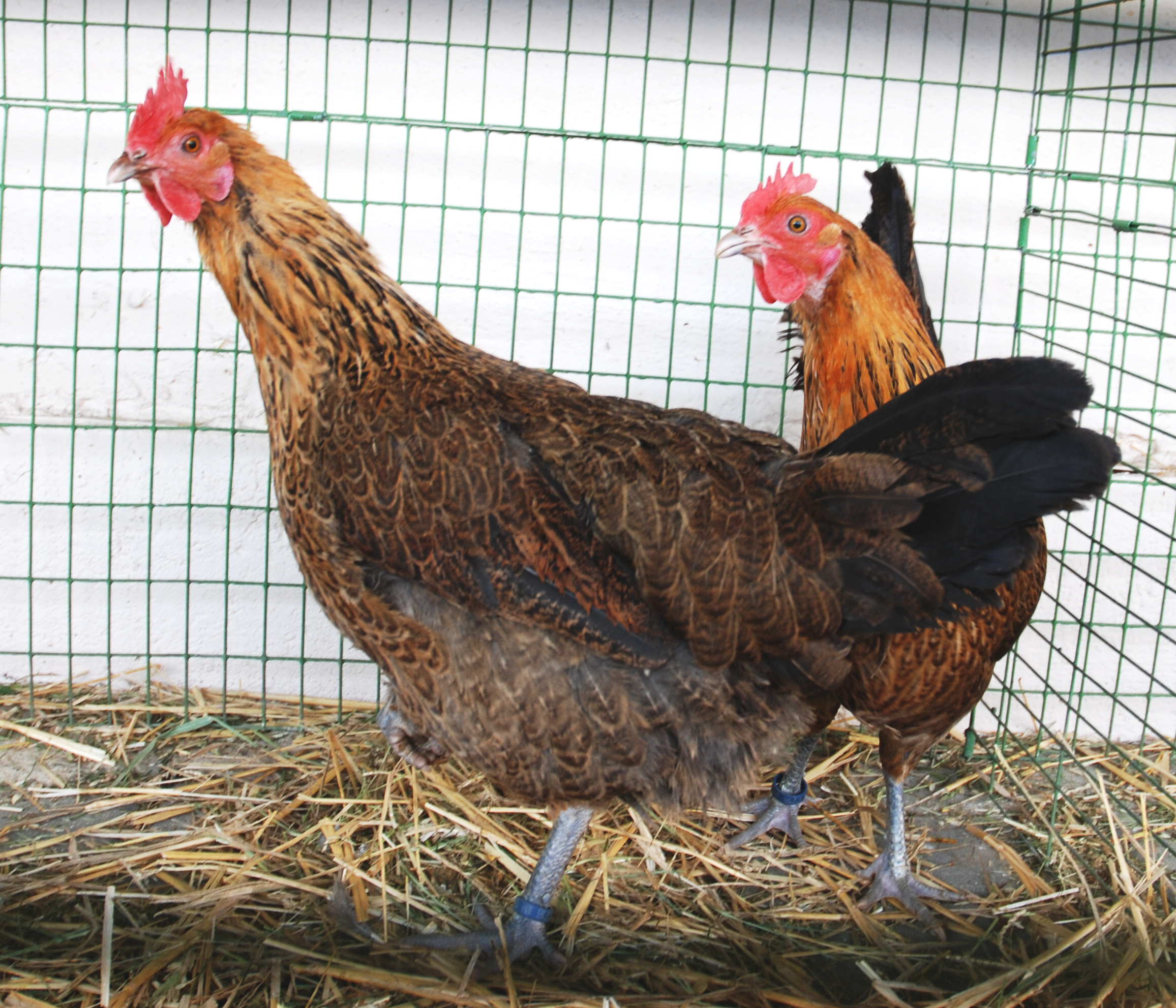
Tsjechisch hoen

Het Tsjechisch hoen is een van de oudste Tsjechische kippenrassen. De eerste benoeming dateert uit 1205, toen een toom Tsjechische hoenders aangeboden werd aan Waldemar II van Denemarken als een huwelijksgeschenk voor zijn trouwen met de Tsjechische prinses Markéta van Bohemen. Typisch is de kleurslag gezoomd patrijs, die het midden houdt tussen patrijs en meerzomig patrijs bij de hen. De haan weegt 2,3-2,8 kg, de hen 2-2,5 kg. De leg van deze dieren is zeer goed (ongeveer 150-190 eieren per jaar van 55-60 g zwaar).